# Mtorwi
Der Mtorwi (auch Mtorwe genannt) ist mit 2961 m der höchste Berg im südlichen Hochland von Tansania und das nördliche Ende des Gebirgszuges der Kipengere-Berge. Nach Westen liegt das Kitulo-Plateau und nach Norden der Gebirgszug der Poroto-Berge. Der Mtorwi ist wie der jenseits des Kitulo-Plateaus auf 2960 m ragende Rungwe vulkanischen Ursprungs. Beide Berge sind als Vulkane erloschen. Bei beiden erreichen die Niederschlagsmengen bis zu 3000 mm im Jahr und sind die höchsten in ganz Tansania.